# Этейн
Этейн (англ. Etain, другие варианты перевода — Итейн, Этайн) — персонаж фильма «Центурион» в исполнении актрисы Ольги Куриленко.

## Вымышленная биография
Согласно сюжету фильма «Центурион», немая воительница Этейн представлена как защитница земель пиктов от захвата римскими завоевателями, представителями которых является небезызвестный Девятый легион. По ходу фильма, события которого разворачиваются в 117 году нашей эры, выясняется, что мотивы пиктской девушки не только сугубо патриотические. Она происходит из кельтского племени бригантов. Как оказалось, семья Этейн была вырезана римскими солдатами, а ей отрезали язык и оставили умирать после совершенного в отношении неё насилия. Пикты приютили её и обучили воинскому искусству. К началу фильма Этейн выдаёт себя за следопыта, работающего на римлян, и приводит Девятый легион в ловушку к пиктам, где легион уничтожается.

### Создание персонажа
По первоначальному сценарию создатели фильма замышляли Этейн как сводную сестру Арианны, в исполнении Имоген Путс. Концовка фильма также отличалась: после битвы за форт Квинтус (Майкл Фассбендер) заставил Этейн отступить, после чего сам направился к Арианне. В конце они с Арианной сражаются с Этейн, и Арианна убивает её.
Ольга Куриленко, сыгравшая Этейн, до того никогда не ездила на лошади. Кроме того, ей пришлось много тренироваться для освоения роли смертоносной воительницы.
Сам режиссёр фильма Нил Маршалл в интервью журналу Empire сказал, что Этейн является воплощением возмездия для римлян.

### Цитаты
Этейн, будь моим гневом. Отправь их тела в ад, а их головы привези мне… Когда пикты преследуют, они не останавливаются. Они могут бежать часами, скакать днями, изредка останавливаясь, чтобы поесть и поспать. Этейн, как волчицу, учили охотиться с самого рождения. Частью это разум, частью — инстинкт. Она буквально читает местность, ищет неуловимые приметы, загоняет жертву в угол и приближается на расстояние удара. Теперь она охотится на римлян. Теперь мы — её добыча. Если Этейн охотится на вас, значит вы уже трупы. Её душа — пустой сосуд. Только кровь римлян может его наполнить.

## Отзывы
Большинство кинокритиков. оценивавших фильм, отнеслись к нему отрицательно, раскритиковав малую проработанность как сюжета, так и персонажей, однако игра Ольги Куриленко в образе Этейн была положительно встречена. Interfax в своей рецензии дал плохую оценку фильму «Центурион», заметив, что единственным удавшимся и проработанным персонажем получилась Этейн в исполнении Ольги Куриленко. В 2012 году ресурс легального просмотра фильмов в интернете LOVEFiLM провёл исследование среди подписчиков и составил рейтинг самых «кровожадных» киногероинь, в котором Этейн заняла 10-е место из десяти.

Постер к фильму «Центурион», на котором изображены персонажи Квинт Дий (слева) и Этейн (справа)

Пожалуй, фильм спасает лишь выразительный, полный ненависти взгляд следопыта Этейн, которую сыграла Ольга Куриленко.— Interfax

В образе Этейн Куриленко хороша невероятно: она дерется, кричит дурным голосом и отрубает головы направо и налево не хуже (а то и лучше) любого мужчины, но, к сожалению, нема как рыба. Впрочем, многие считают, что именно молчание украшает женщину.— Vashdosug.ru

Причина такой озлобленности в том, что в детстве девочку изнасиловали римляне и отрезали ей язык, возможно, из тех соображений, что избавиться от украинского акцента актрисе Куриленко пока не удается, как и не удалось ей научиться ездить верхом. Кельтская следопытка сидит в седле как мешок с картошкой, и авторам приходится следить, чтобы она пореже попадала в кадр на общем плане, и пытаться что-то высмотреть на крупных — трагическую судьбу и незаурядный характер, изображая которые актриса глядит букой и хмурится абсолютно таким же образом, как в «Кванте милосердия».— Газета "Коммерсантъ" №138 от 02.08.2010

Ольга Куриленко, вся в шкурах диких зверей, покрашена седым и синим, а глаза её подведены жирными черными стрелками. Интересно также, что если в «Кванте милосердия» она играла девушку, говорившую с диким акцентом, то тут её героиня вообще немая. Зато она убедительно вращает глазами и ползает по кочкам в поисках следов врагов.— РБКDaily, Приключения итальянцев в Британии